# Liste von Sakralbauten im Landkreis Südliche Weinstraße

Landkreis Südliche Weinstraße

Die Liste von Sakralbauten im Landkreis Südliche Weinstraße gibt einen Überblick über die Kirchen, Klöster und sonstigen Sakralbauten im Landkreis Südliche Weinstraße.

## Liste

### Verbandsgemeinde Annweiler am Trifels

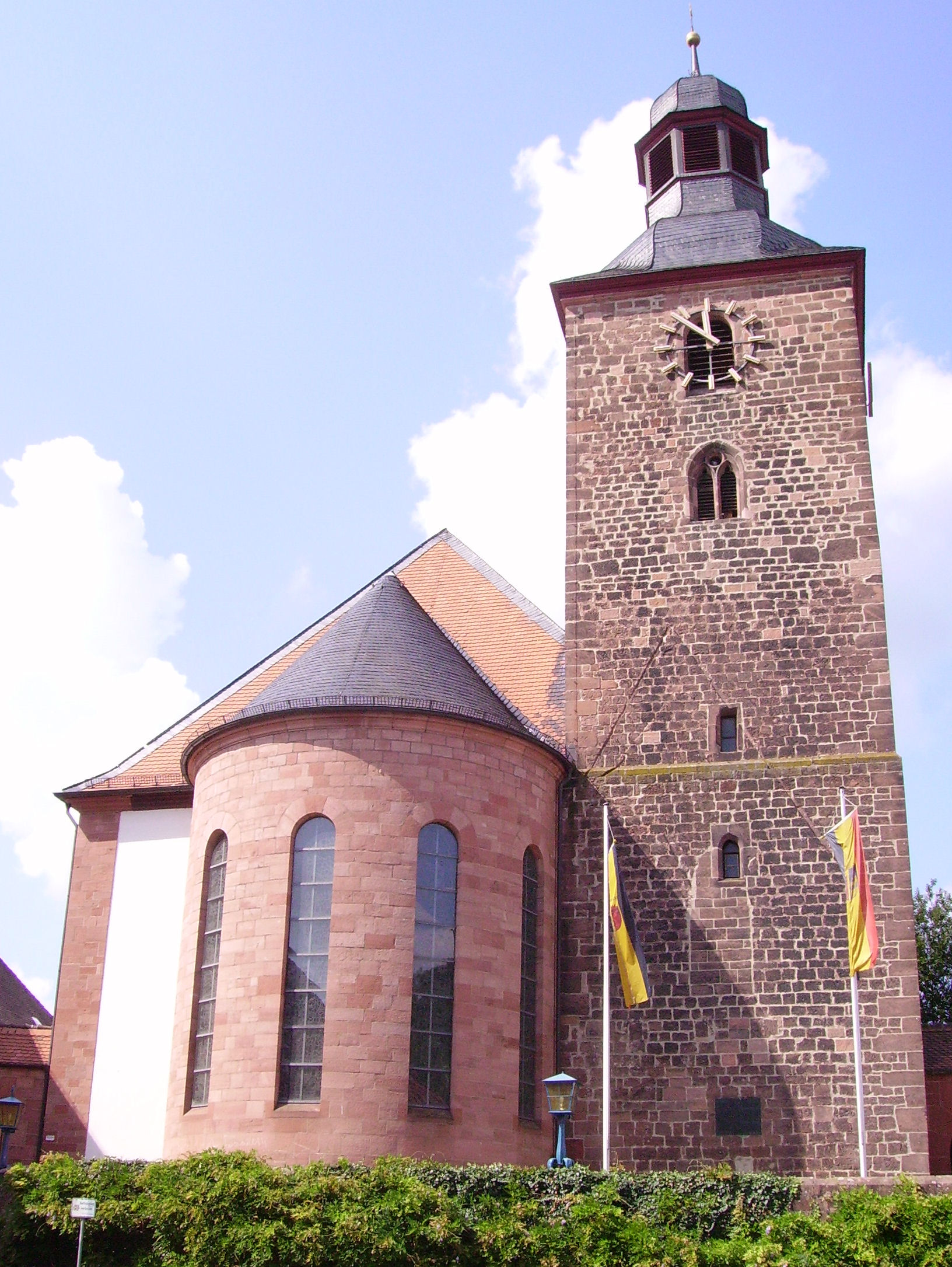
Stadtkirche in Annweiler

- Protestantische Stadtkirche, Annweiler am Trifels
- Gustav-Adolf-Kirche (Dernbach)
- Kloster Eußerthal, Eußerthal
- Evangelische Pfarrkirche, Rinnthal
- St. Martin (Stein), Gossersweiler-Stein
- Königskapelle (Trifels)

### Verbandsgemeinde Bad Bergzabern
- Kloster Liebfrauenberg, Bad Bergzabern
- Bergkirche (Bad Bergzabern)
- Marktkirche (Bad Bergzabern)
- St. Martin (Bad Bergzabern)
- Pfarrkirche St. Gallus, Birkenhördt
- Protestantische Kirche, Dierbach
- Kolmerbergkapelle, Dörrenbach
- St. Martin (Dörrenbach)
- Reichskloster Klingenmünster, Klingenmünster

### Verbandsgemeinde Edenkoben
- St.-Anna-Kapelle, Burrweiler
- Mariä Heimsuchung, Burrweiler
- Kloster Heilsbruck, Edenkoben
- St. Ludwig, Edenkoben
- Protestantische Kirche, Edenkoben
- Protestantische Pfarrkirche, Freimersheim
- St. Peter und Paul, Weyher in der Pfalz

### Verbandsgemeinde Herxheim
- Kath. Pfarrkirche St. Maria Himmelfahrt, Herxheim bei Landau/Pfalz
- Katholische Kirche Heilig Kreuz, Herxheim bei Landau/Pfalz, Ortsteil Hayna
- Kriegergedächtniskapelle (Herxheim)
- Landauer Kapelle, Herxheim

### Verbandsgemeinde Landau-Land
- Protestantische Martinskirche (Billigheim)
- Katholische Kirche St. Martin (Billigheim)
- Protestantische Kirche St. Georg in Frankweiler
- Protestantische Kirche (Impflingen)
- Simultankirche St. Quintin

### Verbandsgemeinde Maikammer
- Katholische Alsterweiler-Kapelle, auch Mariä-Schmerzen-Kapelle, Maikammer
- St. Martin (Sankt Martin, Pfalz)

### Verbandsgemeinde Offenbach
- St. Josef (Offenbach an der Queich)
- Evangelische Kirche Offenbach an der Queich